# OK Radio
OK Radio war ein privater Radiosender in Hamburg.

## Geschichte
OK Radio startete am 1. März 1988 als dritter Privatsender in Hamburg (nach Radio Hamburg und Radio 107) auf der Frequenz 95,0 MHz. Die Sendeleistung betrug 100 Watt.
Namensgeber und Initiator des Projektes war Klaus Schulz (Herausgeber des ersten Hamburger Stadtmagazins Oxmox), der eine akustische Alternative zu Radio Hamburg mit dem Schwerpunkt Rock/Blues etablieren wollte. Finanzpartner waren Frank Otto (Sohn von Werner Otto, dem Gründer des Otto-Versands) und Rolf Baierle (Musikverleger, ROBA Music Verlag).
Schon der mehrwöchige Testbetrieb des Senders mit drei Titeln in einer Endlosschleife hatte Kultstatus. Nach internen Unstimmigkeiten über die kommerzielle Ausrichtung des Senders trennten sich die Wege der Betreiber und Frank Otto übernahm als Alleingesellschafter die Geschäfte.
1990 wurde der Rock-Sender in ein Hit-Radio umgewandelt, das sich speziell an jüngere Leute richtete. Es war das erste, kommerzielle Jugendradio Norddeutschlands. Abends und am Wochenende gab es viele Musik-Spezialsendungen. OK-Radio erreichte bis zu 15 % Marktanteil (in der Zielgruppe der 14- bis 29-Jährigen sogar bis zu 60 %).
1994 startete der NDR mit N-Joy Radio einen werbefreien Jugendsender auf der Frequenz 94,2 MHz. OK Radio klagte zwar gegen den Sendestart, ein Sendeverbot per Eilverfahren wurde aber aufgehoben. Das Verwaltungsgericht Hamburg stellte erst 1998 fest, dass die Ausstrahlung von N-Joy Radio auf 94,2 in Hamburg rechtswidrig war.
OK Radio wurde am 31. Juli 1995 eingestellt und durch den Sender OK Magic 95 ersetzt. Heute ist, nach verschiedenen Namensänderungen (Magic FM, Mix 95.0, Fun Fun Radio, Fun Fun 95.0, Oldie 95), der Sender HAMBURG ZWEI auf der ehemaligen OK-Radio-Frequenz zu hören. Frank Otto hält nach wie vor die Mehrheit an diesem Sender.

## Moderatoren
Mehrere heute bekannte Persönlichkeiten wagten beim noch jungen Sender OK Radio ihre ersten Schritte in die Medienwelt, darunter Oliver Geissen, Steven Gätjen, Christian Ulmen, Bettina Rust, Marek Erhardt, Boris Henn, Sandra Maahn und Arne Jessen.

## AC – Talk to me
Bekannt und beliebt war auch die Talkradio-Sendung AC – Talk to me, die bis zu ihrer Einstellung an jedem Sonntag ab 20 Uhr lief. In Manier eines amerikanischen Talkradios telefonierte der Moderator Andreas Clausen (AC) mit verschiedenen Anrufern über die unterschiedlichsten Themen. Ob er die Anrufer dabei ernst nahm oder sie mit Spott überzog, entschied sich meistens danach, in welcher Laune AC sich gerade befand und ob ihm der Anrufer sympathisch war. Aufgrund von fragwürdigen Äußerungen, die zumeist von den Anrufern kamen, wurde die Sendung von der Hamburger Anstalt für neue Medien damals häufig kritisiert und seitens des Senders hierauf auch kurzzeitig aus dem Programm genommen.
In diesem Zusammenhang rief AC auch zu der einmaligen Aktion „Put AC on Air“ auf. Fans sollten bei anderen Radiosendern anrufen, sich Musiktitel wünschen und im Hintergrund aufgezeichnete Sendungen von AC – Talk to me laufen lassen. Diese Aktion war sozusagen ziviler Ungehorsam gegen den Maulkorb, der ihm seitens des Senders und der Hamburgischen Anstalt für neue Medien verpasst worden war.
Markenzeichen von AC waren die Sprüche „Weltweit widerlich“ und „that’s it!“, das Jingle des Songs Bad to the Bone, ACs Wohnung auf St. Pauli und sein Dodge. Für Laune sorgte auch die jeweils vorproduzierte Comedy-Einlage über den frühverrenteten Hausmeister Claus Dieter, der das Leben auf dem Kiez beobachtete.